# Plató agrícola

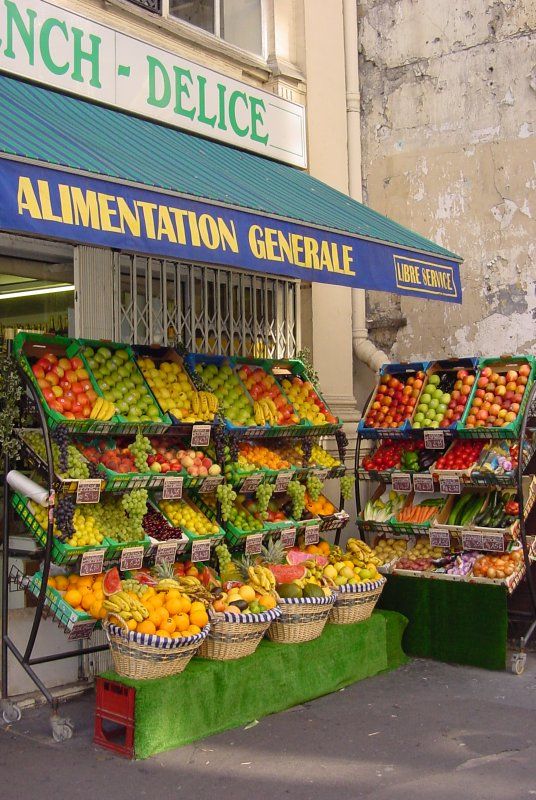
Frutas expuestas en platós agrícolas (en estantes).

El plató agrícola (del francés plateau) es un embalaje bajo y descubierto que se utiliza para transportar productos hortícolas y frutícolas. Es autoapilable y tiene aberturas laterales para permitir la ventilación de la mercancía. 
Se suele fabricar en cartón ondulado o en cartón compacto (cartoncillo). En el primer caso, se utiliza cartón doble-doble con papeles de gran consistencia y alto gramaje (generalmente, krafts y semiquímicos). En onduladora se le dan tratamientos de resinas (cola antihumedad) y parafinas para protegerlo de la humedad. La razón es que los platós viajan y se conservan en locales refrigerados y la humedad es la gran enemiga del cartón. Uno de los tests más importantes realizados a este tipo de embalaje es la flexión de fondo ya que el roce con las frutas de la bandeja inferior puede provocar su putrefacción.
Los platós pueden ser automontables o mecanizables, en cuyo caso necesitan para su formación de una máquina de montaje.
Los modelos más conocidos son Plaform, el Agriplat 2 y el P84.